# 윤기협
윤기협(尹基協: 1909년-1932년 8월 15일)은 재일 조선인 공산주의 운동가다.
함경북도 회령군(현 회령시) 출신. 봉의면 남산동의 부유한 가정에서 자랐다.  1921년 일본에 건너갔다. 1923년 관동대지진 이후 치바 중학교 3학년으로 편입, 1927년 봄 졸업했다. 재학 중 부모의 사업이 실패하고 송금이 끊기자 학교 측의 배려로 이학조교로 고용되어 고학했다. 이후 니혼대학 전문부에 입학했지만 한때 통학하고 끝났다.
이후 재일본조선노동총동맹(노총)에 가입, 동경조선노동조합 북부지부 회원으로 노동운동을 시작했다. 노총이 전협에 해소된 후 김두용이 조선어로 번역한 「의회해산선거투쟁방침서」를 1930년 1월 김범윤과 함께 인쇄하여 동경조선노동조합 동경지부, 북부지부의 각 반에 배포했다. 이것이 치안유지법 위반 혐의로 4월 4일 재일본조선노동총동맹(재일조총) 간부들과 함께 검거되었지만 불기소 처분되었다. 11월 1일 일본노동조합전국협의회(전협)계 관동목재노동조합(조합원 20명)의 핵심 활동가가 되어 도쿄시 후카가와구 키바의 제재소에 일하면서 도쿄 동부 노동운동에 종사했다. 조선공산당 일본총국과의 관계는 불명하나, 늦어도 1930년에는 일본공산당에 입당한 것으로 보인다. 당에서 동경시위원회 강동지구 구교(厩橋)세포 책임자가 되었다. 이윽고 전협 산하의 일본토목건축노동조합 결성에 관계하여 강동지구 위원으로서 적극적인 활동을 했다. 그는 전협 조합원의 30%가 넘는 조선인 노동자들의 신망이 가장 두터운 일본공산당원이었다.
1932년 8월, 마츠무라 노보루에 의해 특별고등경찰의 간첩이라는 낙인이 찍히고 8월 15일 시타야구 우에노 공원에서 도쿄시위원장 무라카미 타키오에게 권총으로 살해되었다(윤기협 사살사건).

## 참고 자료
- 立花隆 『日本共産党の研究』 講談社 、1983年
- 増山太助 『戦後期左翼人士群像』 つげ書房新社 、2000年
- 朝倉授 「尹基協射殺事件の真実」「尹基協の足跡1909〜1932」： 加藤哲郎・井上學・伊藤晃 （編集）『社会運動の昭和史 語られざる深層』 白順社 、2006年 所収